# Józef Matuszewski
Józef Matuszewski (ur. 23 marca 1911 w Twardowie, zm. 14 października 2003 w Łodzi) – polski mediewista, historyk prawa.
Ukończył prawo i ekonomię w Uniwersytecie Poznańskim. Doktorat nauk prawnych uzyskał w roku 1936 na podstawie pracy pt. Immunitet ekonomiczny w dobrach Kościoła w Polsce do r. 1381, opublikowanej w 1935 r. W latach 1936–1939 stypendysta w École des chartes. Po wojnie pracownik naukowy Uniwersytetu Adama Mickiewicza: habilitacja w 1949 (na podstawie pracy o prawie rugijskim), w 1954 profesor nadzwyczajny, w 1959 profesor zwyczajny. Od 1961 profesor na Wydziale Prawa Uniwersytetu Łódzkiego, do 1981 r. kierownik Katedry Powszechnej Historii Państwa i Prawa. Od 1971 należał do PZPR.
Od 1981 na emeryturze. Odznaczony m.in. Krzyżem Komandorskim Orderu Odrodzenia Polski (2001), a w czasach PRL – Krzyżem Kawalerskim i Oficerskim Orderu Odrodzenia Polski oraz Odznaką Zasłużony Nauczyciel PRL.
Autor około 230 pozycji, w tym ok. 20 monografii z zakresu historii państwa i prawa, m.in. Pisma wybrane, t. 1–5.
W 1959 wydał zabytek prawa średniowiecznego zwany Księgą elbląską.
W 2001 roku Uniwersytet Łódzki przyznał mu tytuł doktora honoris causa.